# Spiritualized
Spiritualized est un groupe de rock britannique, originaire de Rugby, en Angleterre. Il est formé en 1990. Jason Pierce, créateur et seul membre permanent du groupe, était le co-leader, avec Peter Kember, du groupe Spacemen 3.

## Biographie
À la suite d'un désaccord avec Peter Kember au sein de leur groupe Spacemen 3, le bassiste du groupe, Will Carruthers, le batteur Jonny Mattock et aussi le guitariste Mark Refoy décident de former leur propre groupe, et finissent par persuader Jason Pierce de les rejoindre pour former Spiritualized. Pour des raisons contractuelles, la majorité des membres du groupe étant issus de Spacemen 3, leur contrat initial avec le label Dedicated Records est maintenu.
La première réalisation du groupe, une reprise de Anyway that You Want Me des Troggs remonte à 1990. Cette reprise marque la séparation officielle de Spacemen 3, qui s’est soldée par des différends contractuels sur l’utilisation de la « marque » Spacemen 3 (les premiers exemplaires de Anyway that You Want Me comportent encore le logo de Spacemen 3). De nombreux singles suivront jusqu’à la sortie du premier album, Lazer Guided Melodies, en 1992, enregistré au cours des deux années précédentes.
En 1993, le groupe est choisi pour assurer la première partie de la tournée européenne de Depeche Mode (Dave Gahan, fan de Spiritualized, serait à l’origine de ce choix). Mais face à un public peu réceptif, le groupe renonce à participer au reste de la tournée, après seulement six concerts.
Suivra l'album Pure Phase, en 1995, puis Ladies and Gentlemen We Are Floating in Space, qui marque le premier succès commercial et critique  pour Spiritualized, en 1997. Ladies and Gentlemen We Are Floating in Space se classa 4e des ventes au Royaume-uni et est désigné album de l’année 1997 par le magazine NME.
Le style musical de Spiritualized repose en grande partie sur l’utilisation de pédales d’effets et de boucles, tout particulièrement sur Lazer Guided Melodies et Pure Phase, qui mélangent shoegazing, boucles et tremolos. Ladies and Gentlemen We Are Floating in Space, est davantage marqué par les influences du gospel et du blues, mais également par le « mur de son » caractéristique d'artistes tels que Phil Spector ou encore Brian Wilson. Des influences qui dominent largement l’album suivant, Let It Come Down, qui fait intervenir plus de 100 musiciens.
En 2003, Amazing Grace marque le retour à un son plus épuré, avec des influences soul plus présentes. Après plusieurs années de travail et une période de convalescence pour Jason Pierce (touché par une grave maladie en juillet 2005), l’album Songs in A&E est publié le 26 mai 2008 en Angleterre (le 27 aux États-Unis) et le groupe enchaîne avec une tournée. La même année, Jason Pierce signe également une partie la bande originale du film Mister Lonely. À la fin 2009, le groupe organise plusieurs concerts durant lesquels il joue dans son intégralité l’album Ladies and Gentlemen We Are Floating in Space, notamment dans le cadre du festival All Tomorrow's Parties.
L'album Sweet Heart Sweet Light est publié le 16 avril 2012. Cet album est précédé par le single Hey Jane accompagné d'un clip remarqué.